# Bactrocera emittens
Bactrocera emittens
 es una especie de díptero que Walker describió por primera vez en 1860. Bactrocera emittens pertenece al género Bactrocera de la familia Tephritidae. 